# Raúl Entrerríos
Raúl Entrerríos Rodríguez (* 12. Februar 1981 in Gijón, Asturien) ist ein ehemaliger spanischer Handballspieler. Er spielte für den spanischen Club FC Barcelona und die spanische Nationalmannschaft und wurde meistens auf Rückraum-Mitte eingesetzt. Sein älterer Bruder ist der Handballtrainer und ehemalige Handballnationalspieler Alberto Entrerríos.

## Karriere

### Verein
Raúl Entrerríos begann mit dem Handballspiel bei Ciudad Naranco. Ab 2001 spielte er bei Ademar León, wo er 2002 die Copa del Rey und 2005 den Europapokal der Pokalsieger gewann. 2007 zog Raúl Entrerríos zum Lokalrivalen BM Valladolid, mit dem er 2009 den Europapokal der Pokalsieger gewann.

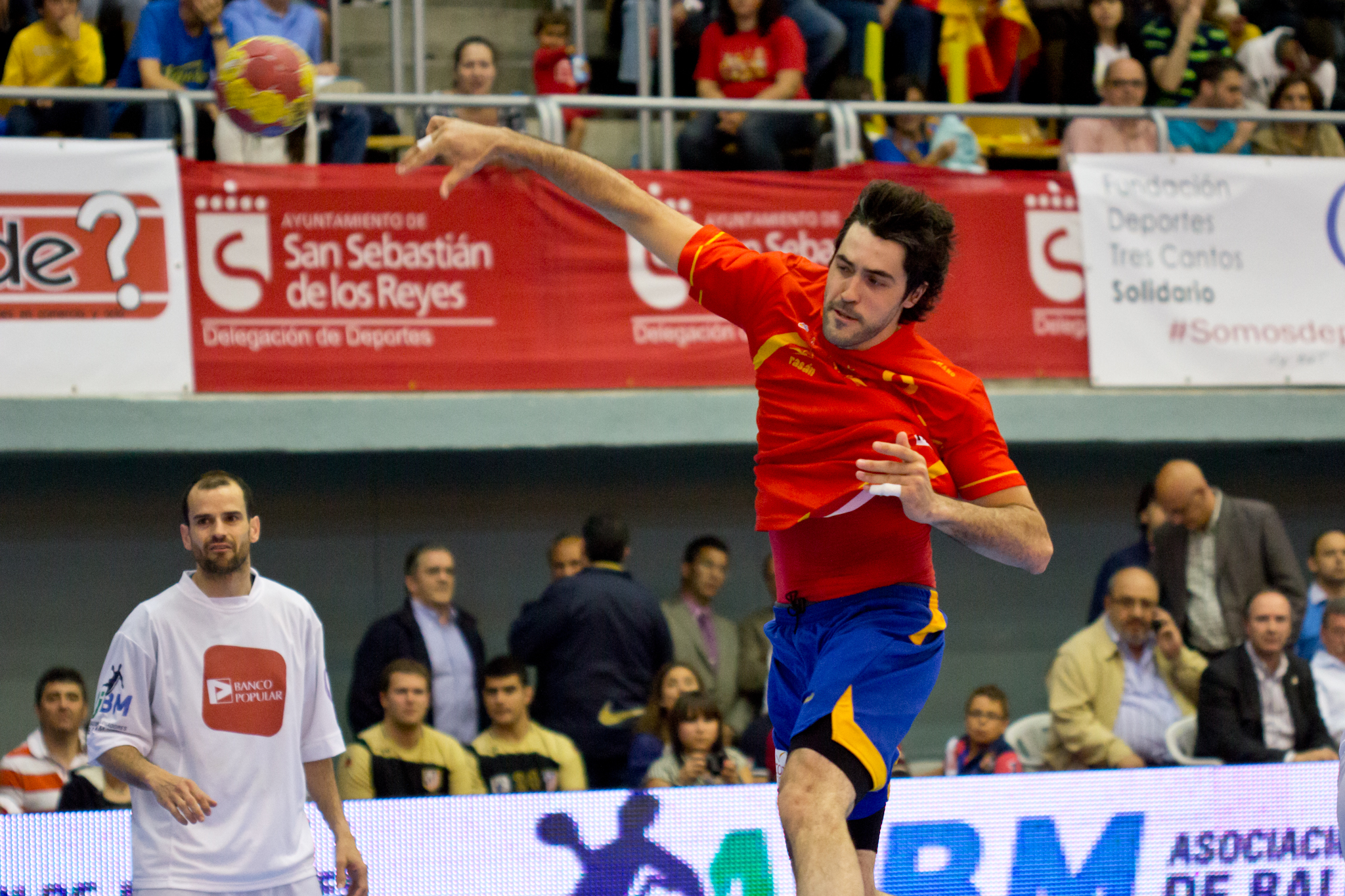
Raúl Entrerríos (2013)

Im Sommer 2010 unterzeichnete Entrerríos einen Vertrag beim FC Barcelona. Ein Jahr später gewann der Spielmacher mit Barcelona die Meisterschaft und die EHF Champions League. In den Spielzeiten 2011/12, 2012/13, 2013/14, 2014/15, 2015/16, 2016/17, 2017/18, 2018/19, 2019/20 und 2020/21 folgten weitere Meistertitel. Zudem gewann er mit Barcelona mehrfach die Supercopa Asobal, die Copa Asobal und die Copa del Rey. 2015 und 2021 gewann er erneut die EHF Champions League.
Er bestritt in Spaniens höchster Liga insgesamt 553 Spiele in 20 Spielzeiten, dabei warf er insgesamt 1585 Tore.

### Nationalmannschaft
Entrerríos stand mehrfach im Aufgebot der spanischen Nationalmannschaften.
In den Jahren 1998 und 1999 bestritt er zehn Partien für die Jugendauswahl Spaniens, in denen er insgesamt zehn Tore warf. Mit der Auswahl bestritt er ein Spiel bei der U-18-Europameisterschaft 1999 (2. Platz).
Von Januar 2000 bis September 2001 lief er in 25 Spielen für die Juniorenauswahl auf und warf dabei 47 Tore. Er nahm mit dem Team an der U-20-Europameisterschaft 2000 (3. Platz) und der U-21-Weltmeisterschaft 2001 (2. Platz) teil.
Entrerríos bestritt von Juni 2003 bis August 2021 insgesamt 294 Länderspiele für die spanische Nationalmannschaft und erzielte 681 Tore. Bei der Weltmeisterschaft 2005 wurde er mit Spanien Weltmeister. Außerdem gewann er bei der Europameisterschaft 2006 in der Schweiz Silber. Bei den Olympischen Spielen 2008 und der Weltmeisterschaft 2011 holte er mit dem spanischen Team jeweils die Bronzemedaille. Die Weltmeisterschaft 2013 verpasste er wegen einer Verletzung. Bei der Europameisterschaft 2014 in Dänemark gewann er Bronze. 2018 und 2020 wurde er mit der spanischen Mannschaft Europameister. Am 13. März 2021 löste er mit seinem 281. Länderspiel David Barrufet als spanischen Rekordnationalspieler ab. Mit der spanischen Auswahl gewann er bei den Olympischen Spielen in Tokio Bronze. Im Spiel um Platz 3, dem letzten Spiel seiner Karriere, erzielte Entrerríos sieben Sekunden vor Ende den Treffer zum 33:31-Endstand gegen Ägypten.

### Trainer
Entrerríos beendete nach den Olympischen Spielen 2020 seine Karriere und übernahm das Traineramt der U18-Mannschaft des FC Barcelona. Nach Abschluss der Spielzeit 2023/2024 wird er den Verein verlassen.

## Erfolge
Verein
- EHF Champions League: Sieger 2011, 2015, 2021; Finalist 2013, 2020
- Europapokal der Pokalsieger: 2005, 2009
- IHF Super Globe: 2013, 2014, 2017, 2018, 2019
- Spanischer Meister: 2011, 2012, 2013, 2014, 2015, 2016, 2017, 2018, 2019, 2020, 2021
- Spanischer Pokal: 2002, 2010, 2014, 2015, 2016, 2017, 2018, 2019, 2020, 2021
- Copa Asobal: 2012, 2013, 2014, 2015, 2016, 2017, 2018, 2019, 2020
- Spanischer Supercup: 2012, 2013, 2014, 2015, 2016, 2017, 2018, 2019, 2020

Nationalmannschaft
- Olympische Spiele: Bronze 2008 und 2020
- Weltmeisterschaften: Gold 2005; Bronze 2011, 2021
- Europameisterschaften: Gold 2018, 2020; Silber 2006, 2016; Bronze 2014

Auszeichnungen
- Bester Spieler der Europameisterschaft 2016
- Bester Spieler der Liga Asobal 2019
- Bester Spielmacher der Liga Asobal 2010, 2011, 2015, 2016, 2017, 2018, 2019, 2020
- Premio Nacional Francisco Fernández Ochoa 2024 für ein dem Sport gewidmetes Leben[9]